# Арабидзе, Мери
Мери Арабидзе (груз. მერი არაბიძე; род. 25 февраля 1994, Самтредиа, Имеретия) — грузинская шахматистка, международный мастер (2014). Чемпионка Грузии (2019), чемпионка Европы (2023).

## Биография
Окончила среднюю школу № 3 в Самтредиа. Училась в Грузинском техническом университете
Тренировалась с 2007 года у Леко Арсенидзе.
Чемпионка мира в составе сборной Грузии в 2015 года (Чанду — Китай). Трёхкратная чемпионка мира среди девушек в разных возрастных категориях: 2004 — до 10 лет, 2005 — до 12 лет, 2011 — до 18 лет. В составе сборной Грузии участница 10-го командного чемпионата Европы (2013) в Варшаве. В ноябре 2021 года в Риге она заняла 36-е место на турнире «Большая женская швейцарка ФИДЕ». В сентябре 2022 года стала победительницей международного турнира в Шуше. В марте 2023 года выиграла чемпионат Европы среди женщин в Петроваце (Черногория), шахматистка набрала 8.5 из 11 очков, а в личной встрече победила польку Оливию Кёлбасу, у которой столько же очков.

## Изменения рейтинга
| Графики недоступны из-за технических проблем. См. информацию на Фабрикаторе и на mediawiki.org. |